# Јевгениј Набоков
Јевгениј Набоков (рус. Евгений Викторович Набоков; Уст-Каменогорск, 25. јул 1975) некадашњи је професионални руски хокејаш који је играо на позицији голмана.

## Каријера

### Сан Хозе шаркси
Набоков је као новајлија у сезони 2000/01. постао први голман Шаркса. До Божића исте године у свим статистикама био је међу тројицом водећих голмана лиге. Исте сезоне је изабран за тим света на Ол стару. Након сјајно одигране сезоне додељена му је награда за најбољег новајлију лиге (Калдеров меморијални трофеј).
Набоков је и следеће сезоне сјајно кренуо. Истог месеца је у сусрету против Каролина харикенса победио 58. пут као голман Сан Хозеа шаркса, чиме је постао рекордер међу голманима тог клуба, пре њега водећи је био Артур Ирбе, који је био голман Каролине.
Набоков је крајем октобра 2002. против Чикага имао свој деби у новој сезони (18 одбрана), након што је уводни део пропустио због повреде. Једанаестог јануара 2004. Набоков је остварио 31 одбрану над Атлантом да би тиме на крају зарадио своју стоту победу у каријери.

### Металург Магнитогорск
За време штрајка играча у сезони 2004/05. Набоков се сели у Русију, где је бранио боје Металлург Магнитогорска из КХЛ-а. За овај клуб је одиграо 14 меча.

### Повратак у Сан Хозе
Набоков се након једногодишњег ангажмана, вратио у америчко-канадску лигу и наставио са одличним играма из прошлих сезона. До јануара 2008. Набоков је био једини голман у НХЛ-у који је бранио у баш свим утакмицама сезоне и по просеку примљених голова био четврти голман лиге. Такође, у јануару је изабран као резервни голман за Ол-стар утакмицу у Атланти. Међутим, како је стартни голман Роберто Луонго отказао учешће, њега је на тој позицији заменио управо Набоков. Набоков је у сезони 2008/09. имао 41 победу, а Сан Хозе шаркси су били освајачи Председничког трофеја као екипа која је имала највише поена после регуларног тока. Међутим Анахајм дакси су направили изненађење и елиминисали их у првом кругу плеј офа.

### СКА Санкт Петербург
По завршетку сезоне 2009/10. Набоков уговор је истекао и он је постао слободан играч. Седмог јула је известио да је потписао уговор вредан 24 милиона долара са СКА из Санкт Петербурга. Уговор је потписан на период између од 4 до 6 године. Због породичних прилика 13. децембра 2010. његов уговор са СКА Санкт Петербургом је био прекинут уз обострану сагласност. За клуб је одиграо 22 меча.

### Њујорк ајландерси
Набоков је 25. јануара 2011. потписао уговор са Њујорк ајландерсима.

### Репрезентација
Пре него што је добио руско држављанство, играо је као 19-годишњак за Репрезентацију Казахстана на Светском првенству 1994. у Италији.
Набоков је покушао да добије од Међународне хокејашке федерације дозволу да игра за Репрезентацију Русије на Зимским олимпијским играма 2002. у Солт Лејк Ситију, али није успео јер је био пропис на снази који забрањује играчима да представљају две различите земље.
Ипак дозвољено му је да игра за Русију Зимским олимпијским играма 2006. у Торину, где је освојено четврто место. Позван је био у тим Русије за Светско првенство 2008. у Канади. На првенству су Руси освојили златну медаљу, која је у једно била прва, а за сад и једина медаља са репрезентацијом за Набокова.
Учествовао је још на Зимским олимпијским играма 2006. у Ванкуверу где су Руси испали у четвртфинале, и Светском првенству 2011. у Словачкој где су освојили четврто место.